# 納維德·奈嘉班
納維德·奈嘉班（英語：Navid Negahban，波斯語：‎，1968年6月2日—）是一名美国伊朗裔男演员。他比较知名的演出有迪士尼電影《阿拉丁》、《12猛漢》、《美國狙擊手》和电视剧《國土安全》、《變種軍團》等等。
奈嘉班出生于伊朗，20岁时先后移民到土耳其和德国。1993年，他定居美国。